# Nyctiophylax hjangsanchonus
Nyctiophylax hjangsanchonus är en nattsländeart som beskrevs av Lazar Botosaneanu 1970. Nyctiophylax hjangsanchonus ingår i släktet Nyctiophylax och familjen fångstnätnattsländor. Inga underarter finns listade i Catalogue of Life.